# Kieł (film 2009)
Kieł (grecki: Κυνόδοντας, Kynodontas) – grecki dramat filmowy z 2009 roku w reżyserii Jorgosa Lantimosa.
Obraz miał swoją premierę w sekcji "Un Certain Regard" na 62. MFF w Cannes, gdzie otrzymał nagrodę główną. Następnie był pokazywany m.in. na festiwalach w Toronto, Warszawie, Londynie, Pusan, São Paulo, La Rochele, Leeds, Sitges, Hongkongu, Rotterdamie i Los Angeles.
Film okazał się obrazem łączącym elementy psychologicznego dramatu i horroru, ale nie jest także pozbawiony humoru. Większość krytyków stwierdziło, że dla niektórych film może okazać się zbyt niepokojący, ale właśnie taki jest, a do tego cechuje się szaloną wręcz oryginalnością. Film spotkał się także z dobrym przyjęciem na Warszawskim Międzynarodowym Festiwalu Filmowym w 2009.

## Fabuła
Film opowiada o małżeństwie mieszkającym na obrzeżach miasta, które więzi trójkę swoich dorosłych dzieci, nie pozwalając im opuścić terenu posiadłości, ani na żadną inną formę kontaktu ze światem zewnętrznym.

## Obsada
- Christos Stergioglou – Ojciec
- Michele Valley – Matka
- Angeliki Papoulia – Starsza córka
- Mary Tsoni – Młodsza córka
- Hristos Passalis – Syn
- Anna Kalaitzidou – Christina
- Alexander Voulgaris – Treser psów
- Steve Krikris – Kolega
- Sissy Petropoulou – Sekretarka